# Chiridota conceptacula
Chiridota conceptacula is een zeekomkommer uit de familie Chiridotidae.
De wetenschappelijke naam van de soort werd in 1963 gepubliceerd door Gustave Cherbonnier.